# Metroidvania

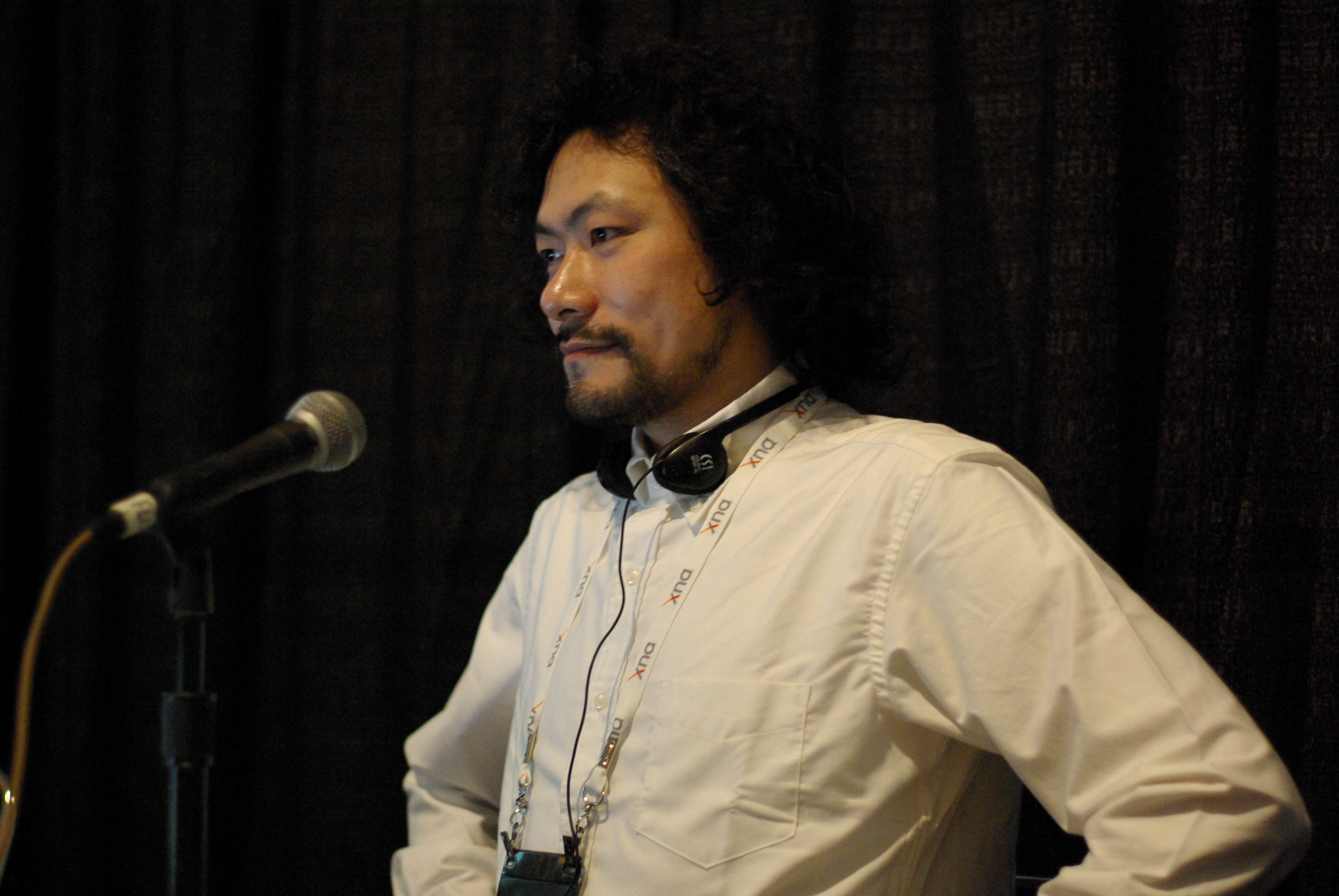
Koji Igarashi, desarrollador prominente del subgénero.

Metroidvania es un subgénero de videojuego de acción-aventura basado en un concepto de plataformas no lineal.

## Descripción
Aunque el subgénero ancla sus raíces en juegos de plataformas con elementos no lineales anteriores a la serie Metroid (en los cuales tenemos ejemplos como Jet Set Willy, Brain Breaker o Montezuma's Revenge), aquel sí fue el más influyente y conocido cuando el término aún no había sido acuñado.
Por otro lado, la serie Castlevania (que curiosamente había tenido algún escarceo con elementos no lineales en su segunda entrega Castlevania II: Simon's Quest) fue vinculándose a las plataformas no lineales en 2D a partir de la entrega Castlevania: Symphony of the Night. La influencia de este juego hizo que el término metroidvania, debido al éxito de estas sagas en el mismo género, acabara por englobar a la totalidad del subgénero.
Otros nombres incluyen montevania y castletroid, una composición similar; igavania en referencia al desarrollador principal temprano del subgénero Koji Igarashi; juego de estilo Metroid, juego como Metroid, y otras formas refiriendo a Metroid.
Los videojuegos de metroidvania generalmente incluirían un gran mundo conectado que el jugador puede explorar, sin embargo, el acceso a parte del mundo se limita por puertas u otros mecanismos que solo se abrirán después que el jugador haya adquirido unos artículos especiales, herramientas, armas o habilidades en el juego. Adquiriendo esas mejoras el jugador podrá derrotar los enemigos más difíciles y localizar atajos y secretos. A veces, para conseguir esos beneficios es necesario que el jugador vuelva a partes exploradas anteriormente. Con esto, los juegos de metroidvania incluyen una mayor integración entre historia y diseño de nivel.
Con diseños cuidadosos entre los niveles y la progresión, los desarrolladores pueden fomentar la exploración y experimentación, llevando a los jugadores a sentirse más inmersos en la historia y sus protagonistas. Los juegos de metroidvania típicamente son los juegos de plataforma bidimensional, pero también incluyen otros géneros.
Debido a su popularidad durante las generaciones tempranas, el género ha visto un resurgimiento desde 2000 en los videojuegos independientes también conocidos coloquialmente como "Juegos Indies" cuyos desarrolladores se criaron jugándolos.